# Trzęsacz (powiat choszczeński)
Trzęsacz (niem. Oberbruch) – wieś sołecka w Polsce położona w województwie zachodniopomorskim, w powiecie choszczeńskim, w gminie Pełczyce. W latach 1975–1998 miejscowość administracyjnie należała do województwa gorzowskiego. W roku 2007 wieś liczyła 139 mieszkańców. 

## Geografia
Wieś leży ok. 2 km na południowy wschód od Pełczyc, między Pełczycami a Będargowem.